# Friedrichstraße
Friedrichstraße és un carrer comercial del centre de Berlín, que forma el centre del districte de Friedrichstadt.
Aquest carrer discorre des del nord del districte de Mitte, des del carrer Chausseestraße fins a la Hallesches Tor al districte de Kreuzberg. A causa del seu sentit de nord a sud, forma importants cruïlles amb altres avingudes amb sentit est-oest, com Leipziger Straße i Unter den Linden. Per sota del carrer discorre la línia U6 de l'U-Bahn de Berlín.
El nom del carrer prové del príncep elector Frederic I de Prússia.

## Història
El carrer va ser inaugurat a principis del segle xviii com a centre principal del districte de Friedrichstadt. En el segle xix, es va convertir una de les principals rutes comercials més transitades de la ciutat. Durant els anys 20 del segle xx Friedrichstraße es va convertir en una àrea emblemàtica de Berlín pel seu ambient.
Els bombardejos aliats sobre Berlín van destruir la major part dels edificis. En 1961, el carrer va ser seccionat en dos per la construcció del Mur de Berlín. En aquest carrer estava ubicat un dels passos fronterers del mur, el Checkpoint Charlie, que va esdevenir famós a causa de l'Incident de l'octubre de 1961.
El sud del carrer, ubicat al districte de Kreuzberg a Berlín Oest, va ser reconstruït ràpidament, però amb descontentament, ja que només es van construir edificis populars de ciment. A Berlín Est se situava el sector nord de Friedrichstraße, en el districte de Mitte. Amb la reunificació alemanya el carrer es va convertir en un sol, i al llarg de la dècada de 1990 va ser reconstruït. Amb la reconstrucció del sector central del carrer es van establir grans edificis comercials, com el departament de tendes de Galeries Lafayette a Berlín.